# Mastodon (sastav)
Mastodon je američki heavy metal-sastav iz Atlante. Osnovanu 2000. godine, grupu čine basist Troy Sanders, gitaristi Brent Hinds i Bill Kelliher te bubnjar Brann Dailor, od kojih svi pjevaju u studiju (osim Kellihera). Svi članovi pjevaju na nastupima. Glazbeni stil skupine specifičan je po progresivnim konceptima i jedinstvenoj instrumentaciji. Mastodon je objavio ukupno osam studijskih albuma. Debitantski album grupe, Remission, objavljen 2002. godine, zadobio je pohvale recenzenata zbog svojeg unikatnog zvuka. Drugi album grupe, Leviathan, konceptualan je album baziran na romanu Moby-Dick Hermana Melvillea. Tri su časopisa proglasila navedeni nosač zvuka Albumom 2004. godine: Revolver, Kerrang! i Terrorizer.
Skladba "Colony of Birchmen" s trećeg albuma skupine Blood Mountain godine 2007. nominirana je za nagradu Grammy za najbolju metal izvedbu. Nasljednici Blood Mountaina bili su Crack the Skye, album iz 2009., i The Hunter, album iz 2011. godine koji je postigao značajan komercijalni uspjeh u SAD-u, popevši se na deseto mjesto ljestvice Billboard 200. The Hunter sadrži pjesmu "Curl of the Burl", koja je 2012. godine nominirana za nagradu Grammy za najbolju hard rock/metal izvedbu. Once More 'Round the Sun, Mastodonov album iz 2014., popeo se na šesto mjesto ljestvice Billboard 200 te sadrži njegovu treću pjesmu nominiranu za Grammy,  "High Road". Sedmi album skupine Emperor of Sand objavljen je 31. ožujka 2017. godine te sadrži njenu komercijalno najuspješniju skladbu do danas, "Show Yourself", koja se u lipnju 2017. našla na četvrtom mjestu Billboardove ljestvice Mainstream rock skladbi.

## Povijest

### Osnivanje, rane godine iRemission(2000. – 2003.)
Mastodon je bio osnovan 13. siječnja 2000. godine, nakon što su se bubnjar Brann Dailor i gitarist Bill Kelliher iz Victora preselili u Atlantu i na koncertu grupe High on Fire upoznali basista Troya Sandersa i gitarista Brenta Hindsa. Primijetili su kako jednako cijene sludge metal grupe Melvins i Neurosis, kao i Thin Lizzy, hard rock skupinu iz 1970-ih, te su ubrzo osnovali Mastodon. U intervjuu iz 2009. godine, Kelliher je otkrio da se Hinds, kad je prvi put došao na probnu svirku grupe, "pojavio toliko pijan da nije mogao svirati".
Skupina je 2000. godine snimila demouradak na kojem je pjevao prvi glavni vokalist skupine, Eric Saner. Saner je napustio sastav nakon samo par mjeseci zbog privatnih razloga. Nakon što je snimio demouradak od četiri skladbe te sedmoinčni  EP koji je objavila diskografska kuća Reptilian Records, Mastodon je 2001. godine potpisao ugovor s Relapse Records. Mastodon je potom iste godine objavio EP Lifesblood te godinu dana kasnije svoj debitantski studijski album, Remission, koji je sadržavao singlove "March of the Fire Ants" i "Crusher/Destroyer" (koji se našao i u videoigri Tony Hawk's Underground). Na svakom od prva tri studijska albuma skupine zadnja je pjesma bila instrumentalna skladba čije bi ime bilo povezano s Čovjekom slonom.

### LeviathaniCall of the Mastodon(2004. – 2005.)
Drugi studijski album sastava, Leviathan, bio je objavljen 2004. godine. U pitanju je konceptualni album djelomično temeljen na romanu Moby-Dick Hermana Melvillea. Skupina je za Leviathana dobila pozitivne kritike te su navedeni nosač zvuka časopisi Kerrang! i Terrorizer proglasili albumom godine. Skladbu "Blood and Thunder", na kojoj se pojavio i pjevač grupe Clutch, Neil Fallon, National Public Radio je u studenom 2009. godine proglasio jednom od najbitnijih snimki desetljeća te je izjavio da cijeli album sažima "fenomenalno desetljeće za metal". Leviathan se usto našao i na drugom mjestu ljestvice najboljih albuma 2004. godine časopisa Metal Hammer.
Grupa je otišla na turneju kako bi poduprijela album, nastupajući širom Sjeverne Amerike i Europe kao dio turneje The Unholy Alliance čiji su članovi bili i Slayer te Lamb of God, a kasnije i Slipknot.
"Iron Tusk", peta skladba s albuma, pojavila se u glazbenoj podlozi za skateboarding videoigru Tony Hawk's American Wasteland te u 2K Sports videoigri NHL 2K9. "Blood and Thunder" našla se na videoigrama Need for Speed: Most Wanted, Project Gotham Racing 3 te Saints Row. "Blood and Thunder" kasnije je bila dodana kao igriva skladba na svim instrumentima u videoigri Guitar Hero: Metallica te se pojavila i u japanskim glazbenim videoigrama Drummania V2 i Guitarfreaks V2. Također je bila objavljena u formatu za preuzimanje u sklopu videoigre Rock Band 3, uz podršku Pro Guitara koji se dodatno naplaćivao.
Leviathana su 2006. godine nasljedili Call of the Mastodon, remasterirana kolekcija prvih devet pjesama skupine, te DVD The Workhorse Chronicles, koji je sadržavao intervjue i koncertne snimke iz doba dok je sastav još bio peteročlan. Grupa je izjavila kako je "Call of the Mastodon" njen treći studijski album iako je u pitanju kompilacija. Ova su dva izdanja bila posljednja koja je grupa objavila putem izdavača Relapse Records te je kasnije potpisala ugovor s diskografskom kućom Warner Bros. Mastodon je također snimio i obradu Metallicine skladbe "Orion" za Kerrang!-ov počasni album iz 2006. godine koji je označio dvadesetu godišnjicu objave albuma Master of Puppets.

### Blood Mountain(2006. – 2008.)
Treći studijski album skupine, Blood Mountain, bio je objavljen 12. rujna 2006. godine, nakon čega je sastav otišao na turneju kako bi podržao album zajedno s Toolom u Europi te Slayerom u Australiji i Novom Zelandu. Frontmen grupe The Mars Volta, Cedric Bixler-Zavala, pojavio se kao gostujući pjevač na skladbi "Siberian Divide", dok je pjevač Queens of the Stone Agea, Josh Homme, pjevao na skladbi "Colony of Birchmen".
Sastav je 1. studenog 2006. godine nastupio s pjesmom "Colony of Birchmen" na NBC-evoj emisiji Late Night with Conan O'Brien, što je bilo njegovo prvo pojavljivanje na televizijskoj mreži pred publikom od oko 2,4 milijuna ljudi. Ova se pjesma pojavljuje i u videoigrama Saints Row 2 i Rock Band 2.
Prvi singl s albuma Blood Mountain, "Capillarian Crest", našao se na dvadeset i sedmom mjestu ljestvice Top 100 pjesama iz 2006. godine časopisa Rolling Stone, dok se sam album našao na devetom mjestu njegove liste 50 najboljih albuma godine. Britanski ga je Metal Hammer izabrao za najbolji album 2006. godine u kritičarskoj anketi provedenoj krajem navedene godine. U Kerrang!-ovoj se godišnjoj listi album našao na petom mjestu. Blood Mountain također je bio postavljen i na šesto mjesto PopMattersove ljestvice Najboljih albuma iz 2006. te na prvo mjesto njegove ljestvice Najboljih metal albuma iz 2006. About.com ga je također nazvao metal albumom godine 2006. Blood Mountain usto je bio izabran za metal album godine 2006. u rođendanskoj inačici časopisa Bizarre (broj 119) koji je slavio deset godina postojanja. Na ljestvici top albuma 2006. godine časopisa Revolver nosač zvuka našao se na drugom mjestu. Mastodon je bio proglašen izvođačem mjeseca ožujka 2007. godine na stranici Gametap.com.
U to je vrijeme sastav bio na turneji te je svirao na mnogo koncerata. Mastodon se na sjevernoameričkoj turneji pridružio skupinama Against Me! i Cursive te je grupa Planes Mistaken for Stars bila predgrupa na jednom dijelu, a These Arms Are Snakes na drugom dijelu turneje. Koncert u Milwaukeeu bio je otkazan zbog bolesti Brenta Hindsa. Mastodon je kasnije nastupio na Hove Festivalu u Norveškoj, glavnoj pozornici na Download Festivalu te na koncu na Pitchfork Music Festivalu. Tijekom ovog je vremena sastav bio predgrupa Metallici na turneji Sick of the Studio. Skupina je nastupila i na festivalima Dubai Desert Rock 2007., Bonnaroo Music 2008. godine te inauguralnom Mayhem Festivalu. Mastodon je potom otišao na turneju sa Slayerom, Triviumom, Lamb of Godom te nekolicinom drugih metal grupa u sklopu turneje The Unholy Alliance za 2008. godinu.
Skupina je, zajedno s Joshom Hommeom, izvela skladbu "Colony of Birchmen" na MTV-evoj dodjeli nagrada za najbolji glazbeni spot 2007. godine. Nakon ekranizirane izvedbe bilo je prijavljeno kako je član Brent Hinds zadobio ozbiljnu ozljedu glave. Blabbermouth.net je izvorno izvijestio kako je ona bila rezultat brutalnog napada, ali je policijski izvještaj kasnije sugerirao kako se Hinds u alkoholiziranom stanju sukobio s basistom System of a Downa, Shavom Odadjianom, i pjevačem Williamom Hudsonom, također znanog kao Reverend William Burke iz grupe Achozen.
"Sleeping Giant" bila je objavljena u digitalnom formatu za preuzimanje za videoigru Guitar Hero III: Legends of Rock, "Colony of Birchmen" našla se u videoigrama Rock Band 2 i Saints Row 2, a "Divinations" se pojavila u videoigrama Madden NFL 10 i Saints Row: The Third. Mastodon je za reklamu videoigre Army of Two obradio skladbu "One" Harryja Nilssona. Članovi sastava obožavatelji su Aqua Teen Hunger Forcea te je 2007. godine Mastodon izveo uvodnu skladbu u filmu Aqua Teen Hunger Force Colon Movie Film for Theaters, "Cut You Up with a Linoleum Knife".

### Crack the SkyeiLive at the Aragon(2009. – 2010.)
Crack the Skye bio je objavljen 24. ožujka 2009. u normalnoj i deluxe inačici (od kojih potonja sadrži sve skladbe u instrumentalnom obliku, kao i njihove normalne inačice) te se tjedan dana kasnije pojavio na jedanaestom mjestu ljestvice Billboard 200. Producent albuma bio je Brendan O'Brien te se Scott Kelly iz grupe Neurosis ponovno pojavio kao gostujući glazbenik na naslovnoj pjesmi. 
U intervjuu s MusicRadarom, gitarist Bill Kelliher potvrdio je da album govori o "izvantjelesnom iskustvu" te da proučava koncepte astralnog putovanja, crvotočina, teorija Stephena Hawkinga i duhovnog carstva.
Album prati kvadriplegičara koji nauči kako postići astralnu projekciju. Na svojem putovanju doleti preblizu Suncu, spaljujući svoju pupčanu vrpcu koja ga povezuje s tijelom i odleti u zaborav. U isto vrijeme u Ruskom Carstvu Rasputin i njegov kult prizivaju duhove te tako dovedu kvadriplegičara u svoje vrijeme. On objašnjava svoju situaciju i predvidi atentat na Rasputina. Rasputin je na koncu ubijen te ga Rasputin vodi natrag do njegova tijela. Sastav je prvi put izveo tri nove skladbe na festivalu Bonnaroo Music Festival, ali nije nastupao ni na kojim drugim koncertima prije objave albuma zbog straha od internetske distribucije i zbog želje za sviranjem pjesama pravoj publici. Bubnjar Brann Dailor pjeva glavne vokale na stihovima pjesme "Oblivion". Mastodon je bio glavni sastav na festivalu Scion Rock Fest 28. veljače 2009., svirajući tri skladbe s Crack the Skyea, što je bio prvi put da su te skladbe bile svirane nakon što su bile snimljene i dorađene. Dana 15. svibnja 2009., Mastodon je na emisiji Late Show with David Letterman izveo skraćenu inačicu skladbe "Oblivion".
Kako bi podržao novi album, Mastodon je otišao na turneju s Metallicom na kasnijoj dionici njenog europskog dijela turneje World Magnetic Tour za 2009. godinu. U jesen 2009. godine sastav je s Dethklokom, Convergeom i High on Fireom otišao na turneju "Adult Swim Presents". Dana 17. listopada 2009. godine snimio je DVD koji je dokumentirao turneju u Aragon Ballroomu u Chicagu. Mastodon je naknadno nastupio na festivalu alternativne glazbe Big Day Out te je u siječnju i veljači 2010. otišao na turneju širom Australije i Novog Zelanda.
Dana 29. listopada 2009., sastav je u emisiji Late Night with Jimmy Fallon izveo skladbu "Divinations".
Mastodon je 4. studenog 2009. objavio EP pod imenom Oblivion.
Pridružujući se grupama Deftones i Alice in Chains, Mastodon je u rujnu 2010. godine otišao na turneju širom SAD-a i Kanade. Turneja je bila nazvana Blackdiamondskye, što je portmanteau naziva nedavnih albuma grupa (Black Gives Way to Blue, Diamond Eyes i Crack the Skye).
Filmski redatelj Jimmy Hayward kontaktirao je skupinu tijekom njene europske turneje 2009. godine, izjavio koliko je slušanje Blood Mountaina pomoglo njegovom kreativnom procesu tijekom završavanja scenarija te im je ponudio šansu za skladanje glazbe za film na kojem je radio - Jonah Hex. U intervjuu s časopisom Paste, basist Troy Sanders izjavio je da ih je Hayward "iznenada nazvao kao obožavatelj. Bio je to najljepši, najautentičniji način za suranju." Mastodon je iskoristio filmske scene za inspiraciju tijekom skladateljskog i snimateljskog procesa te je EP instrumentalne filmske glazbe, Jonah Hex: Revenge Gets Ugly EP, 29. lipnja 2010. godine objavio Reprise Records.
Sastav je 2010. potvrdio svoje sudjelovanje u stvaranju glazbe za preradu igre Splatterhouse izdavača Namco Bandai Games. Protagonist igre u određenim retrospektivnim scenama nosi Mastodonovu majicu.
Mastodon je 15. ožujka 2011. objavio svoj prvi koncertni DVD/CD pod imenom Live at the Aragon. Snimka sadrži izvedbu svih pjesama s Crack the Skyea, kao i skladbi s prethodnih albuma sastava.

### The Hunter(2011. – 2012.)
The Hunter, Mastodonov peti studijski album, bio je snimljen u studiju Doppler Studios u Atlanti te je njegov producent bio Mike Elizondo. Sastav je na svojoj službenoj Facebook stranici u siječnju 2011. godine dao prve nagovještaje o novom albumu. Bubnjar Brann Dailor u raznim je intervjuima otkrio ime novog albuma te je izjavio kako novi materijal nije toliko progresivan koliko je okrenut rifovima i "malo više ogoljen".
U međuvremenu je skupina nastupila na mnogim poznatim ljetnim festivalima. Mastodon je pomoću stranice Adultswim.com 28. lipnja 2011. objavio "Deathbound", preostalu skladbu nastalu tijekom snimateljskog procesa za album "Crack the Skye".
Mastodon je u srpnju 2011. na YouTubeu objavio prvu skladbu s The Huntera, "Black Tongue", koju je pratio videozapis umjetnika A. J. Fosika kako stvara skulpturu za naslovnicu albuma. Dana 12. kolovoza sastav je otkrio popis pjesama koje će se naći na nosaču zvuka te "Curl of the Burl", prvi službeni singl s albuma. Mike Elizondo producirao je album, što je označilo njegovu prvu suradnju sa skupinom. Grupa je također najavila kako će biti objavljena i deluxe inačica albuma koja će sadržavati dvije bonus pjesme, "The Ruiner" i "Deathbound", te različitu naslovnicu.
Dana 6. rujna Mastodon je objavio treću skladbu s The Huntera, "Spectrelight", na kojoj se kao gostujući glazbenik pojavio Scott Kelly iz skupine Neurosis.
Sastav je 16. rujna objavio 53-minutni prilagođeni vizualizator na kojem su se našle sve skladbe s The Huntera, 11 dana prije objave samog albuma. Kako bi podržao album, sastav je najavio sjevernoameričku turneju. Mediji i obožavatelji dobro su prihvatili album. Također se našao na desetom mjestu ljestvice Billboard 200. Skupina je 5. listopada 2011. izvela skladbu "Curl of the Burl" u emisiji Late Show with David Letterman, a 18. listopada je u emisiji Later... with Jools Holland uz skladbu "Curl of the Burl" izvela i "Black Tongue".
Dana 12. listopada bila je najavljena turneja po Ujedinjenom Kraljevstvu koja je trajala do veljače 2012. te su tijekom nje nastupale i prateće grupe The Dillinger Escape Plan i Red Fang. Bila je najavljena i europska turneja u trajanju od sedamnaest dana s koncertima na području Skandinavije, Njemačke, Francuske, Španjolske, Belgije, Portugala, Italije, Nizozemske i Latvije.
Dana 1. prosinca skladba "Curl of the Burl" bila je nominirana za nagradu Grammy za najbolju metal/hard rock izvedbu. Ovo je bila druga nominacija skupine u toj kategoriji, a prva je bila za skladbu "Colony of Birchmen" 2007. godine.
Časopisi Metal Hammer, Classic Rock i Rock Sound proglasili su The Hunter "albumom godine".
U siječnju 2012. godine bilo je najavljeno kako će Mastodon i švedski progresivni metal sastav Opeth ići na zajedničku turneju širom Sjeverne Amerike. Navedena je turneja bila nazvana "Heritage Hunter Tour" po imenima posljednjih albuma grupa, The Hunter i Heritage. Sastavi su se izmjenjivali na mjestu predvodeće grupe. Kao prateća skupina bio je odabran heavy metal sastav Ghost. Mastodon je 11. veljače 2012. nastupio u Akademiji Brixton u Londonu; bio je to najveći nastup grupe kao glavnog sastava. "Dry Bone Valley" bila je objavljena 13. veljače 2012. kao treći singl s albuma; za pjesmu je bio objavljen i glazbeni spot.
Dana 21. travnja 2012., kako bi proslavio Dan prodavaonica albuma, Mastodon je objavio dvije različite gramofonske ploče. Prva je bila sedmoinčni split album s pjevačicom Feist pod imenom Feistodon. Na njemu je Mastodon obradio Feistinu skladbu "A Commotion", a ona Mastodonovu "Black Tongue". Ovaj je duo za skladbu "A Commotion" objavio i interaktivni, prijelazni glazbeni spot. Druga je gramofonska ploča sadržavala obradu skladbe "A Spoonful Weighs a Ton" skupine The Flaming Lips.
Sastav je proveo ljeto 2012. svirajući na europskim i južnoameričkim festivalima. Bila je to posljednja turneja podrške za The Hunter.

### Once More 'Round the Sun(2014. – 2015.)
Mastodon je počeo sa snimanjem novog materijala početkom 2013. Gitarist Brent Hinds opisao je novu glazbu "vrlo jezivom" i "zastrašujućom" te je izjavio da je napisao tri nove pjesme. Sastav je 3. prosinca 2012. putem svojeg službenog Twitter profila objavio da sklada pjesmu za film Čudovišta sa sveučilišta. Međutim, pjesma iskorištena za film bila je prethodno objavljena "Island" s albuma Leviathan.
Skupina je također 2013. godine nastupila na festivalu Rockstar Energy Mayhem. Grupa je 6. svibnja 2013. izjavila kako je "...VRLO zaposlena skladajući i slažući pjesme zajedno za sljedeći MASTODONOV studijski album..." U intervjuu koji se održao 26. srpnja 2013. godine Brann Dailor je komentirao kako će sastav "vjerojatno [ući u studio] krajem rujna". Mastodon je naknadno 2014. nastupio na festivalu Bonnaroo Music and Arts.
Dana 27. veljače Brann Dailor je u intervjuu izjavio kako će šesti album skupine biti objavljen u ljeto 2014. te da će grupa objaviti EP tijekom zime 2014. Neke od potvrđenih skladbi bile su: "Tread Lightly", "Buzzard's Guts", "Scent of Bitter Almonds", "High Road" i "Aunt Lisa".
U intervjuu koji je 3. travnja objavio časopis Paste Magazine, Troy Sanders otkrio je da je ime albuma Once More 'Round the Sun te da se sastoji od 15 pjesama. Također je potvrdio da je Mastodon snimio 90 minuta glazbenog materijala, ali da će samo 60 minuta biti prisutno na nosaču zvuka te da bi neobjavljeni materijal mogao biti objavljen u obliku EP-a krajem 2014. Među još nekolicinom potvrđenih skladbi našle su se "Diamonds in the Witch House" (na kojoj gostuje pjevač Scott Kelly iz Neurosisa) i "Ember City".
Dailor je u intervjuu održanom 11. travnja najavio kako će album biti objavljen u lipnju.
Prvi je singl, "High Road", 17. travnja bio objavljen u streaming inačici.
Bill Kelliher je 26. travnja otkrio kako će ime drugog singla biti "Chimes at Midnight".
Cijeli je album 16. lipnja 2014. bio objavljen u streaming formatu na stranici iTunes.
Album je 24. lipnja 2014. objavila diskografska kuća Reprise Records. U svojem je prvom tjednu objave album u SAD-u bio prodan u više od 34.000 primjeraka te se našao na šestom mjestu ljestvice Billboard 200. Budući da je njegov prethodni album, The Hunter, zauzeo deseto mjesto ljestvice nakon što je 2011. godine u svom prvom tjednu objave bio prodan u više od 39.000 primjeraka, ovo je Mastodonov prvi uzastopni ulazak u top 10.

### Emperor of SandiCold Dark Place(2015. – danas)
Dana 18. siječnja 2015. bilo je objavljeno kako Brent Hinds radi na novom Mastodonovom albumu te je uz tu informaciju bila priložena njegova slika na kojoj svira pedal steel gitaru od trinaest žica. Istu je reportažu kasnije potvrdio Troy Sanders, koji je izjavio: "Svaki album koji ćemo snimiti zvučat će drugačije jer uvijek želimo evoluirati i stvoriti vlastiti glazbeni put. Svaki će album biti različit. Nećemo skladati isti album dva puta."
Mastodon je 12. ožujka 2015. godine objavio novu skladbu pod imenom "White Walker", koja se pojavila na kompilaciji Game of Thrones: Catch the Throne Vol. 2, objavljenoj kako bi reklamirala petu sezonu HBO-ove televizijske serije Igra prijestolja. Dailor, Hinds i Kelliher također su se pojavili u osmoj epizodi sezone kao wildlinzi. Na ovoj su se kompilaciji pojavili i mnogi drugi glazbenici, poput Killswitch Engagea i Snoopa Dogga. Hinds i Kelliher ponovno su se pojavili u Igri prijestolja kao utvare unutar vojske Bijelih šetača u konačnoj epizodi sedme sezone pod imenom "Zmaj i vuk".
Sedmi studijski album sastava, Emperor of Sand, bio je objavljen 31. ožujka 2017. Glavna tematika albuma je rak; inspirirali su ju Troyeva supruga kojoj je bio dijagnosticiran rak te Billova majka koja je od njega i preminula. Album govori o putniku kojeg je car protjerao u pustinju, što mu zauzvrat daje smrtnu presudu. Priča je metafora za nekoga kojem je dijagnosticiran završni stadij raka. Prvi singl s albuma, pod imenom "Sultan's Curse", bio je objavljen 27. siječnja 2017. Drugi singl, "Show Yourself", bio je objavljen u veljači te se u lipnju našao na četvrtom mjestu Billboardove ljestvice Mainstream Rock pjesama, čineći ju Mastodonovom pjesmom koja se našla na najvišoj poziciji ljestvice do danas.
Mastodon je usto 22. rujna iste godine objavio i EP Cold Dark Place. U pitanju je EP od četiri pjesme, od kojih su tri bile snimljene tijekom snimateljskog procesa za Once More 'Round the Sun, a jedna u vrijeme snimanja Emperor of Sanda. Prvi singl s EP-a, "Toe to Toes", bio je objavljen 1. rujna 2017. Brent Hinds izjavio je kako je inspiracija za neke snimljene pjesme za Cold Dark Place proizašla iz gadnog prekida koji je doživio. Opisujući zvuk nosača zvuka, Hinds je komentirao da je "skladao vrlo mračnu, prekrasnu, jezivu, otkačenu, eteričnu, melankoličnu glazbu koja k tome pomalo podsjeća na Bee Gees." Sastav je 1. prosinca na svojem službenom YouTube kanalu objavio prerađenu inačicu dvanaestodijelnog dokumentarnog filma "The Making of Emperor of Sand". Mastodon će tijekom ljeta 2018. godine s Primusom biti glavni izvođač na američkoj turneji koja će trajati od svibnja do srpnja.

## Stil

### Glazba
Mastodon glazbeno spaja više žanrova heavy metala, kao što su progresivni metal, sludge metal, alternativni metal, stoner rock, eksperimentalni metal i groove metal. James Christopher Monger sa stranice Allmusic opisuje Mastodon kao "jednu od uočljivijih New Wave of American Heavy Metal grupa (NWOAHM je žanr koji je nastao sredinom 1990-ih)" te komentira kako je "Mastodonov inovativan, tekstualno mudar spoj progresivnog metala, grindcorea i hardcorea pomogao postaviti sastav na mjesto jedne od nadmoćnijih metal skupina s početka 21. stoljeća."
Basist Troy Sanders komentirao je o glazbenom stilu skupine:
Scott Kelly iz sastava Neurosis pojavio se kao gostujući pjevač po pjesmi na svakom Mastodonovom albumu osim Remissionu.
Mastodonov je glazbeni stil uvelike evoluirao između njegovih glazbenih izdanja koja su prethodila Remissionu i Emperor of Sanda. Njegov je rani rad znatno žešći i abrazivniji od njegovog kasnijeg rada, karakterizirajući ga uglavnom ili u potpunosti grubi vokali, distorziraniji instrumenti i netipičnije strukture skladbi; ovakav je stil pogotovo prisutan u njegovom najranijem glazbenom radu. Objava trećeg Mastodonovog albuma, Blood Mountain, koji sadrži i čiste i grube vokale, označio je prijelaz u pogledu korištenih vokalnih stilova te se naknadni albumi gotovo isključivo oslanjaju na čiste vokale.

### Tekstovi
Za svoja je prva četiri albuma Mastodon planirao specifične koncepte, naročito klasične elemente vatre, vode, zemlje i etera. Remission se ne oslanja na neku određenu tematiku, ali je labavo baziran na temi vatre. Skladbe poput "Crusher Destroyer", "Where Strides the Behemoth" i "Ol'e Nessie" bave se tematikom izmišljenih likova.
Leviathan govori o romanu Moby-Dick. Usredotočuje se na glavne likove i njihove misli tijekom priče.
Blood Mountain govori o čovjeku koji traga za "kristalnom lubanjom" koja se nalazi na vrhu "Krvave planine". Prema riječima basista Troya Sandersa, album govori "o penjanju na planinu i različitim stvarima koje vam se mogu dogoditi kada ste nasukani na planini ili u šumi i kad ste izgubljeni. Umirete od gladi, halucinirate te nailazite na čudna stvorenja. Love vas. Govori o cijeloj toj borbi."
Crack the Skye bavi se različitim temama. Naziv albuma, kao i dio tekstualnog sadržaja, posvećeni su Skye, mlađoj sestri bubnjara Branna Dailora, koja je počinila samoubojstvo s četrnaest godina. Ostale tematike na albumu uključuju "crnu magiju, astralno putovanje te ulogu Rasputina u padu Ruskog Carstva".
The Hunter nije posvećen cjelokupnom konceptu poput ranijeg rada skupine. Naziv je posveta Hindsovom bratu, Bradu Hindsu, koji je umro od srčanog udara 4. prosinca 2010. za vrijeme lova.
Once More 'Round the Sun, kao i njegov prethodnik, nije konceptualni album. Sadrži teme kao što su veze, sukobi i teškoće. Album je baziran na višestrukim događajima koji su se dogodili u životu svakog člana skupine godinu dana prije njegove objave.
Emperor of Sand uglavnom se posvećuje temama smrti i preživljavanja te govori o pustinjskoj lutalici kojoj prijeti smrtna kazna. Tekstovi pjesama bili su inspirirani prijateljima i članovima obitelji članova sastava kojima je bio dijagnosticiran rak.

## Vizualna umjetnost

### Ilustracije
Umjetnik Paul Romano bio je zaslužan za sve naslovnice albuma i kulise sastava do 2011. godine. Naslovnicu za peti album skupine, The Hunter, načinio je A. J. Fosik, rezbar drva koji je također načinio i kulisu koju je grupa u to vrijeme koristila na koncertima. Skinner, umjetnik iz Oaklanda koji se, prema njegovim riječima, specijalizira u "psihodeličnim i košmarnim slikama", načinio je naslovnicu za Once More 'Round the Sun. "To će zasigurno biti umjetničko djelo. Otvorit će vam oči", rekao je basist Troy Sanders prije objave albuma. "Vrlo je upečatljivo. Iz druge je dimenzije i dosta naše glazbe usmjerena je ka toj ideji–vodeći vas na drugi planet preko pjesama. Nekonvencionalno je i mislim da je to nevjerojatno."

### Koncertna prezentacija
Tijekom prvih turneja sastava početkom 2000-ih, Mastodon je nastupao na mnogim popularnim glazbenim festivalima kao što su Download, Roskilde, Coachella, Bonnaroo, Big Day Out, Rock Werchter, Pinkpop, Metaltown, Ottawa Bluesfest, Sonisphere i Soundwave. Tijekom koncerata skupina uglavnom ima niskobudžetnu vizualnu prezentaciju. Međutim, tijekom turneje "Crack the Skye Tour" (2009. – 2010.), koristila je veliki ekran koji se nalazio iza bubnjarskog seta te koji je prikazivao vizualnu predstavu.

## Nasljeđe i kritike
"Sludge/stoner/alternativni metal sastav" Mastodon, kako ga je opisao AllMusic, "jedna je od nadmoćnijih metal grupa s početka 21. stoljeća". BBC je o Mastodonu izjavio: "Možda im se tekstovi sastoje od ludih, fantastičkih koještarija, ali se sastav besramno posvećuje svojem kompozicijski složenom glazbenom tijelu te su rezultati često zapanjivali još od njegovog debitantskog albuma iz 2002., Remissiona. On je najambiciozniji, najhrabriji i najzabavniji heavy metal sastav koji je ušao u glavnu struju od izlaska žanra iz Midlandsa tijekom 1970-ih." Alternative Press komentirao je: "Mastodon je jedna od najboljih hard rock grupa svih vremena." Rolling Stone opisao je skupinu: "Mastodon čini hrpa suštinski južnjačkih opakih momaka koji su opsjednuti mitovima i usudom te koji su postali najbitnija nova skupina u metal glazbi."

## Članovi sastava
| Trenutna postava - Troy Sanders – vokali, bas-gitara, klavijature (2000. – danas) - Brann Dailor – bubnjevi (2000. – danas), vokali (2009. – danas) - Brent Hinds – vokali, gitara (2000. – danas) - Bill Kelliher – prateći vokali, gitara (2000. – danas) Bivši članovi - Eric Saner – vokali (2000.) | Koncertni članovi - Rich Morris – klavijature (2007. – danas) - Scott Kelly – nepoznato (2017. – danas) Bivši koncertni članovi - Derek Mitchka – klavijature (2009. – 2011.) - Joakim Svalberg – klavijature (2012.) |

## Diskografija
Studijski albumi
- Remission (2002.)
- Leviathan (2004.)
- Blood Mountain (2006.)
- Crack the Skye (2009.)
- The Hunter (2011.)
- Once More 'Round the Sun (2014.)
- Emperor of Sand (2017.)
- Hushed and Grim (2021.)

EP-ovi
- Slick Leg (2001.)
- Lifesblood (2001.)
- Oblivion EP (2009.)
- Jonah Hex: Revenge Gets Ugly EP (2010.)
- Crack the Skye - Abridged (2010.)
- Cold Dark Place (2017.)

## Vanjske poveznice

### Sestrinski projekti
|  | Zajednički poslužitelj ima još gradiva o temi Mastodon |

### Mrežna mjesta
- Službene stranice sastava
- Mastodon na Facebooku